# Edmilson Pedro
Edmilson Pedro (23 de mayo de 1997) es un deportista angoleño que compite en judo. Se clasificó para los Juegos Olímpicos de París 2024 y fue nombrado abanderado de su país.

## Biografía
Nació el 23 de mayo de 1997 en Angola. Dijo que «comenzó a practicar judo desde la cuna», siguiendo los pasos de sus hermanos mayores que competían en este deporte. Le apodan Bicho Papão (Bogeyman en portugués) y compitió para el departamento de judo del club Interclube.
Hizo su debut con el equipo nacional en el Campeonato Africano de Judo de 2015. Se convirtió en un judoca condecorado en las filas angoleñas: hasta 2022, había ganado el campeonato de la provincia de Luanda 10 veces y el campeonato nacional ocho veces, habiendo sido también subcampeón nacional cinco veces y subcampeón provincial ocho veces. Participó en el Campeonato Africano de Judo de 2018, quedando séptimo, y también compitió en el Campeonato Mundial de Judo de 2018.
En 2022, compitió en el Campeonato Africano de Judo y ganó una medalla de oro en la prueba de 66 kg. Más tarde ese año, compitió en los torneos Abiertos de África en Yaundé y Dakar, ganando el oro en ambos. Para su temporada 2022, fue honrado por el Comité Olímpico Angoleño como el mejor judoca masculino del país. En febrero de 2023, tenía una clasificación mundial en su categoría de peso de 36. Su temporada 2023 incluyó una medalla de plata en el Abierto de África en Túnez y un oro en el torneo Abierto de África en Luanda.
Ganó el bronce en el Campeonato Africano de Judo de 2024 y el oro en el Abierto Africano de 2024 en Luanda. Se clasificó para los Juegos Olímpicos de París 2024 como el único judoca angoleño en los juegos, así como el primer angoleño en la categoría de peso de 66 kg. Fue coabanderado angoleño en la ceremonia inaugural olímpica.

## Palmarés internacional
| Campeonato Africano | Campeonato Africano      | Campeonato Africano | Campeonato Africano |
| Año                 | Lugar                    | Medalla             | Categoría           |
| ------------------- | ------------------------ | ------------------- | ------------------- |
| 2022                | Orán (Argelia)           | Medalla de oro      | –66 kg              |
| 2024                | El Cairo (Egipto)        | Medalla de bronce   | –66 kg              |
| 2025                | Abiyán (Costa de Marfil) | Medalla de oro      | –66 kg              |